# Centrobasket 1975
El Centrobasket 1975, también conocido como el VI Campeonato de baloncesto de Centroamérica y el Caribe, fue la 6.ª edición del campeonato regional de Centroamérica y el Caribe de la FIBA Américas. Se celebró en Santo Domingo, República Dominicana del 16 al 28 de mayo de 1975.
México ganó su segundo título al finalizar con 8-1. Puerto Rico y Cuba consiguieron la medalla de plata y la medalla de bronce, respectivamente.

## Equipos participantes
- Bahamas
- Cuba
- El Salvador
- Guyana
- Haití
- Islas Vírgenes Estadounidenses
- México
- Puerto Rico
- República Dominicana (anfitrión)
- Surinam
- Venezuela

## Resultados

### Posiciones
| Pos.              | Equipo                         | Récord |
| ----------------- | ------------------------------ | ------ |
| Medalla de oro    | México                         | 8 - 1  |
| Medalla de plata  | Puerto Rico                    | 9 - 1  |
| Medalla de bronce | Cuba                           | 6 - 3  |
| 4                 | República Dominicana           | 7 - 3  |
| 5                 | Islas Vírgenes Estadounidenses | 3 - 6  |
| 6                 | Venezuela                      | 3 - 7  |
| 7                 | Bahamas                        | 4 - 3  |
| 8                 | El Salvador                    | 5 - 3  |
| 9                 | Surinam                        | 1 - 6  |
| 10                | Guyana                         | 2 - 6  |
| 11                | Haití                          | 0 - 9  |

### Campeón
| Campeón México |
| Segundo título |